# 哈里·杰尔姆
哈里·杰尔姆（英語：Harry Jerome，1940年9月30日—1982年12月7日），加拿大男子田径运动员。他曾代表加拿大参加1960年、1964年和1968年夏季奥林匹克运动会田径比赛，其中1964年奥运会获得一枚铜牌。